# Coin
Coin S.p.A. (pronuncia coín, /koˈin/) è una società per azioni che, con una catena italiana di grande magazzino di fascia alta, opera con le insegne Coin, Coin Excelsior e Coincasa nei settori dell'abbigliamento, della bellezza e della decorazione d'interni.
Coin è di proprietà della società italiana Centenary S.p.A., che nel marzo del 2018 è stata acquisita dal fondo di private equity inglese BC Partners attraverso un'operazione di management buyout.

## Storia

### Gli inizi

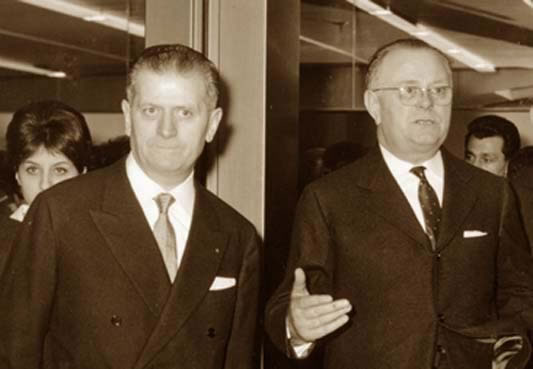
Aristide e Alfonso Coin

Coin venne fondata nel 1916 a Pianiga, da Vittorio Coìn, che ottiene la licenza di venditore ambulante per vendere tessuti ed articoli di merceria. Nel 1927 aprì un negozio di tessuti, filati e biancheria a Mirano. Due anni dopo fu inaugurato un magazzino per la vendita all'ingrosso a Dolo. Dopo aver potenziato il negozio di Mirano (1931), furono aperti un negozio (1933) e un magazzino (1937) a Mestre, seguito dal punto vendita di Padova (1947).
Nel 1957 la famiglia Coin apre un vero e proprio grande magazzino a più piani, il primo della catena, a Trieste, nei locali un tempo occupati dai grandi magazzini austriaci Öhler.
Fra 1962 e 1965 vengono aperti a Milano i Coin di piazza Cinque Giornate, con un'area di oltre 5000 m² disposta su 8 piani, di piazzale Loreto e di corso Vercelli. L'espansione prosegue toccando Parma e Bergamo, fino al nuovo grande complesso di Mestre in pieno centro, sviluppato su sei piani con una superficie che sfiora i 20000 m², più un supermercato PAM nel piano interrato. Tra il 1966 e il 1974 si aprono magazzini a Verona, Brescia, Vicenza, Varese, Pordenone, Vigevano, Mantova, Genova, Livorno, Udine, Piacenza, Napoli, Taranto e Ferrara.

### Attentati e incidenti
Il 27 marzo 1970 il punto vendita di Mestre è oggetto di un attentato dinamitardo, di cui diversi anni dopo si scoprirà essere stato utilizzato lo stesso lotto di esplosivo della strage di piazza Fontana a Milano.
Il 17 gennaio 1986, il punto vendita di Venezia è devastato da un furioso incendio, in cui perdono la vita Daniela Masnada (25 anni, incinta di quattro mesi, lavorava come telefonista), Fernanda Mazziotta (direttrice della filiale), Emilia Merlo (una cliente che si trovava a far compere con il marito), Walter Ruffato (operaio), Franca Tagliapietra (commessa).

### Nuovi negozi e chiusure
Nell'ottobre 1991 apre un secondo punto vendita, di ridotte dimensioni, a Trieste, nella semicentrale via Giulia.
Coin dopo l'acquisizione del ramo di vendita dell'abbigliamento della Standa del 1998, apre per la prima volta nelle città di Cagliari, Catania, Como, Lecce, Perugia, Salerno, Sanremo, Sassari; mentre raddoppia a Roma e Venezia.

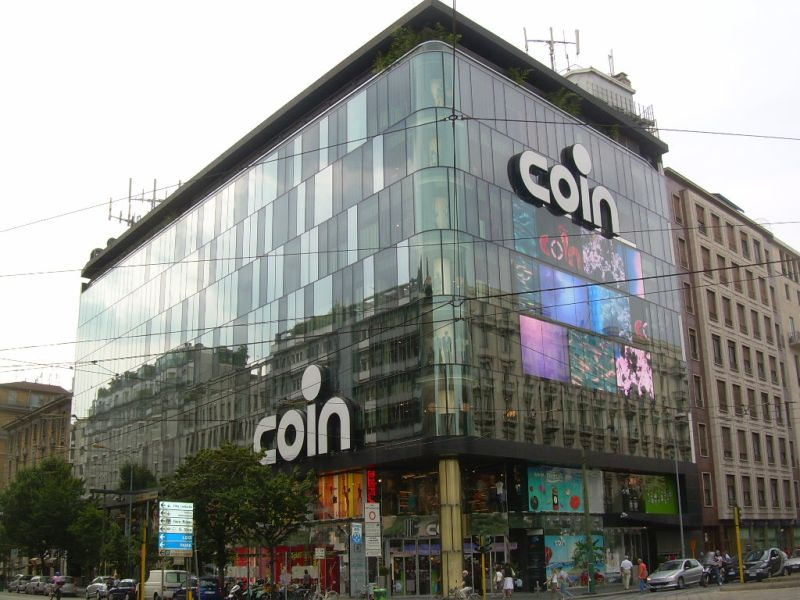
Coin di Milano in Piazza Cinque Giornate

Nel 1999 il piazzale antistante il più grande punto vendita italiano, a Mestre, dopo adeguati restauri viene ribattezzato in onore di Vittorio Coin. Sempre nel 1999 Coin viene quotato alla Borsa di Milano. Nell'estate del 2000 viene acquisita in Germania la catena Kaufhalle. L'acquisizione si rivela fallimentare e la società è in seguito ceduta, emergono anche dissapori tra i fratelli Vittorio e Piergiorgio con il secondo che viene estromesso dall'azienda, i conti del gruppo finiscono in rosso nonostante un fatturato di 1,2 miliardi di euro.
Nel 2005 il fondo francese di private equity PAI Partner entra nella società rilevandone per 181 milioni il controllo (il 62,9% rimane alla famiglia e il resto lanciando un'OPA al prezzo di 2,4 euro per azione: al termine la società esce dal listino di Borsa). La cifra permette di riscattare la quota di azioni date in pegno alle banche creditrici mentre una parte serve per entrare con il 45% nella società (Canaletto Investimenti) che controlla il fondo PAI. L'obiettivo della famiglia è infatti di ritornare in possesso della maggioranza una volta che il gruppo sia stato risanato. Alla guida dell'azienda viene nominato Stefano Beraldo.
Nel 2007 inizia un restyling del gruppo, partendo con il grande magazzino "flagship" di Milano Piazza Cinque Giornate, che verrà riaperto al pubblico il 14 marzo 2008. Nel 2009 è acquisita per 40 milioni la catena UPIM, diventando la prima rete in Italia di distribuzione di abbigliamento con i marchi Coin, UPIM e OVS, per un totale di 883 negozi e grandi magazzini.
Dopo sei anni di gestione, nel 2011, il fondo PAI cede il 69,30% di Coin (valutato complessivamente 930 milioni) al fondo di private equity inglese BC Partners, alla guida dell'azienda resta Stefano Beraldo mentre nel consiglio d'amministrazione non appare più un componente della famiglia Coin.
Ad aprile 2014 apre il primo Coin Excelsior a Roma in via Cola di Rienzo, format leggermente diverso dalla catena Excelsior Milano.
Nello stesso anno, a Salerno chiude l'unico punto vendita presente in città. Nel 2015 OVS è quotata in Borsa a Milano.
Nel gennaio 2016 dopo 50 anni di attività chiude il mega negozio di Piazzale Loreto a Milano, con una superficie di 1800 m² suddivisi in cinque piani.
Nel luglio 2018 chiude lo storico punto vendita di Venezia in zona Rialto.

### Coin S.p.A.
Il 1º gennaio 2017 alla newco Coin S.r.l., interamente controllata dal Gruppo Coin, è stato conferito il ramo d'azienda commerciale sotto le insegne Coin, Coin Excelsior e Coincasa.
Nel marzo 2018 BC Partners cede il controllo di Coin ad una cordata organizzata da Beraldo e formata da 23 manager del gruppo con una quota del 25% (tra di loro Ugo Turi, Alessandro Faccio, Alessandro Massa, naturalmente Beraldo) mentre il resto, con partecipazioni che vanno dal 5% al 15% finisce nelle mani di un gruppo di imprenditori: tra gli altri Alessandro Bastagli (proprietario di Lineapiù e Shanghai Thung), Enzo De Gasperi (proprietario del gruppo di prodotti per la casa Edg), Giorgio Rossi (settore immobiliare), Jonathan Kafri (proprietario del gruppo fiorentino di accessori Sicem). In novembre Giorgio Rossi è nominato presidente di Coin mentre Beraldo resta a tempo pieno alla guida di OVS, sempre sotto il controllo di BC Partners. Nell'ottobre del 2019, Marco Marchi, fondatore e presidente di Liu Jo, entra nell’azionariato di Coin S.p.A. con una quota del 15 per cento, attraverso un aumento di capitale. Nel gennaio 2023 Marchi diventa presidente della società.
Nel 2024, nell'ambito del processo di ristrutturazione della società (i debiti delle banche superano gli 80 milioni di euro), c'è stato un nuovo cambio al vertice con Andrea Gabola come presidente e Matteo Cosmi come amministratore delegato.
Nel luglio 2025, la società passa sotto il controllo congiunto di Sagitta SGR e MIA.

## Insegne di Coin S.p.A.
- Coin: è presente con 43 punti vendita in tutta Italia[12] con le principali firme dell'abbigliamento e della bellezza di fascia alta.
- Coin Excelsior: presente a Milano, Roma, Trieste, Verona e, fino a luglio 2018, a Venezia in spazi ricercati e raffinati. È una selezione dei più famosi marchi italiani e internazionali della moda, del beauty, dell'home decor e della buona cucina.
- Coincasa: presente sia all'interno dei negozi Coin con l'home decor che in singoli punti vendita. È dedicata all'arredo, al soggiorno, al bagno, al letto, alla tavola ed ai complementi d'arredo delle abitazioni. Conta 110 negozi, di cui 70 in Italia e 40 all'estero, in particolare nell’area dell’Est Europa, nel bacino del Mediterraneo e nel Nord Europa.

## Curiosità
Nel 1986 Coin è il primo dettagliante in Italia a sviluppare una carta fedeltà, la Coincard.
Nel 2000 Coin appare nel film Chiedimi se sono felice del trio comico Aldo, Giovanni e Giacomo.

## Loghi storici

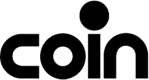